# Dublin Port Tunnel

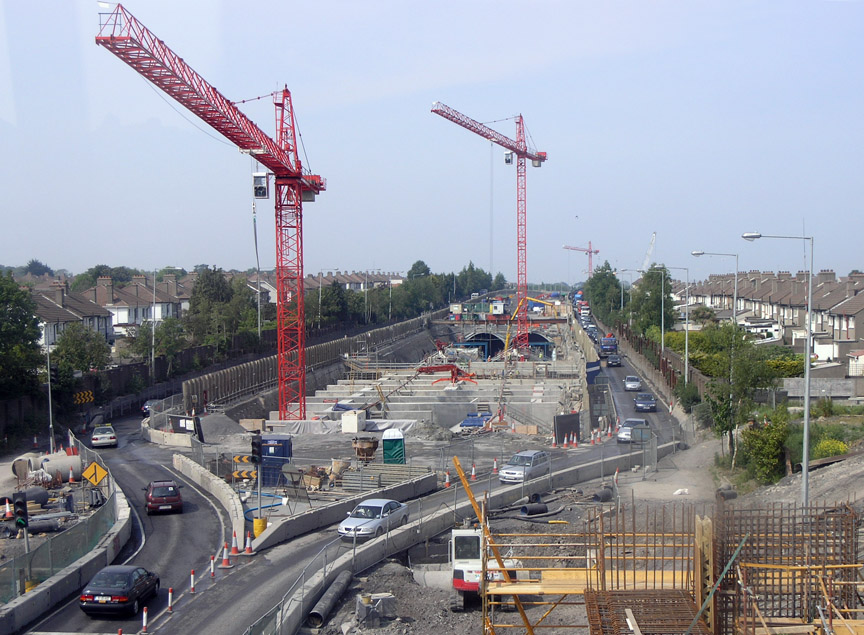
Dublin Port Tunnel podczas budowy w roku 2004

Dublin Port Tunnel (irl. Toll á n Calafoirt Bhaile Á tha Cliath) – tunel drogowy w Dublinie w Irlandii, będący częścią autostrady M50.
Bliźniacze tunele, każdy posiadający po dwa pasy ruchu, tworzą pasmo drogi łączące port morski w Dublinie, który leży na wschód od centrum Dublina oraz autostradę M1 przebiegającą w pobliżu lotniska. Długość tuneli wynosi 4,5 km, a całkowita długość trasy (wraz z dojazdami) to 5,6 km. Planowany koszt miał w przybliżeniu wynieść 752 miliony euro.
Tunel oficjalnie został otworzony 20 grudnia 2006 przez taoiseacha Bertiego Aherna, jednakże początkowo był on tylko dostępny dla samochodów ciężarowych. Ostatecznie został otwarty dla ruchu wszelkich pojazdów w dniu 28 stycznia 2007.

## Powód budowy
Tunel pozwala całkowicie przekierować ciężki ruch transportowy generowany przez port w Dublinie z centrum miasta bezpośrednio na sieć autostrad. Sytuacja taka zapewnia zmniejszenie ilości zanieczyszczeń i korków samochodowych w centrum miasta, jak również zwiększenie bezpieczeństwa dla pieszych i rowerzystów podróżujących wzdłuż miejskich nadbrzeży.
Aby zniechęcić zwykłych użytkowników samochodów osobowych, dojeżdżających codziennie z obszarów podmiejskich, od używania tunelu, przejazd dla nich został wyznaczony jako płatny i to z dość wysoką stawką. Natomiast samochody ciężarowe podróżujące na północ i zachód mogą wydostać się z centrum Dublina już po sześciominutowej podróży przez tunel. Rozwiązanie to zostało wybrane gdy okazało się w studium wykonalności, że naziemny objazd nie byłby tak dogodny.
Także komunikacja zbiorowa ma możliwość korzystania z przejazdu przez tunel bezpłatnie. Z tej dogodności korzysta większość autobusów podmiejskich podróżujących na północ do Belfastu, Derry czy Letterkenny, a także jedna z linii miejskich (142) obsługiwana przez Dublin Bus. Jest to wyśmienita alternatywa dla ciężko zakorkowanych dróg na powierzchni.

## Projekt tunelu
Pierwszy pomysł tunelu został zasugerowany około 1990 roku po badaniach dokonanych przez inżynierów transportu. Projekt został włączony do planu rozwoju miasta na lata 1999-2005. Inwestycja została poparta przez społeczeństwo w publicznym zapytaniu które odbyło się w roku 1999.
Projekt stał się częścią irlandzkiego Narodowego Planu Rozwoju co zapewniło odpowiednie fundusze, które zostały dostarczone do National Authority Roads, agencji zajmującej się budową i nadzorem dróg w Irlandii. Kontrakt był zarządzany przez samorząd miasta Dublina oraz firmę Brown & Root będącą częścią Halliburton. Głównym wykonawcą było japońsko-brytyjsko-irlandzkie konsorcjum Nishimatsu Mowlem Irishenco (NMI), wybrany w przetargu w roku 2000.
Cena wyłoniona w przetargu dla konstrukcji tunelu wyniosła 457 milionów euro. Jednakże ostateczny koszt wzrósł do 752 milionów euro w związku ze zwiększonymi kosztami nabycia gruntów, projektowania, ubezpieczenia, kosztami prawnymi oraz za inne usługi, plus koszty nadzoru dla firmy Brown & Root.
Prace konstrukcyjne rozpoczęto w czerwcu 2001, a pierwotny termin oddania tunelu był planowany na rok 2005 po upływie 43 miesięcy. Ostatecznie okazało się, że Port Tunnel został otwarty 20 grudnia 2006, po upływie 66 miesięcy.
Jednym z powodów wydłużenia się procesu budowy, były uzasadnione protesty mieszkańców, narzekających na hałas powstający podczas użytkowania tarczy wiertniczej. Ostatecznie czas pracy urządzenia został ograniczony pod obszarem Griffith Avenue i Cloisters do 16 godzin na dzień. Pod Crescent Annadale praca została zredukowana nawet do 13 godzin dziennie.

## Specyfikacja tunelu

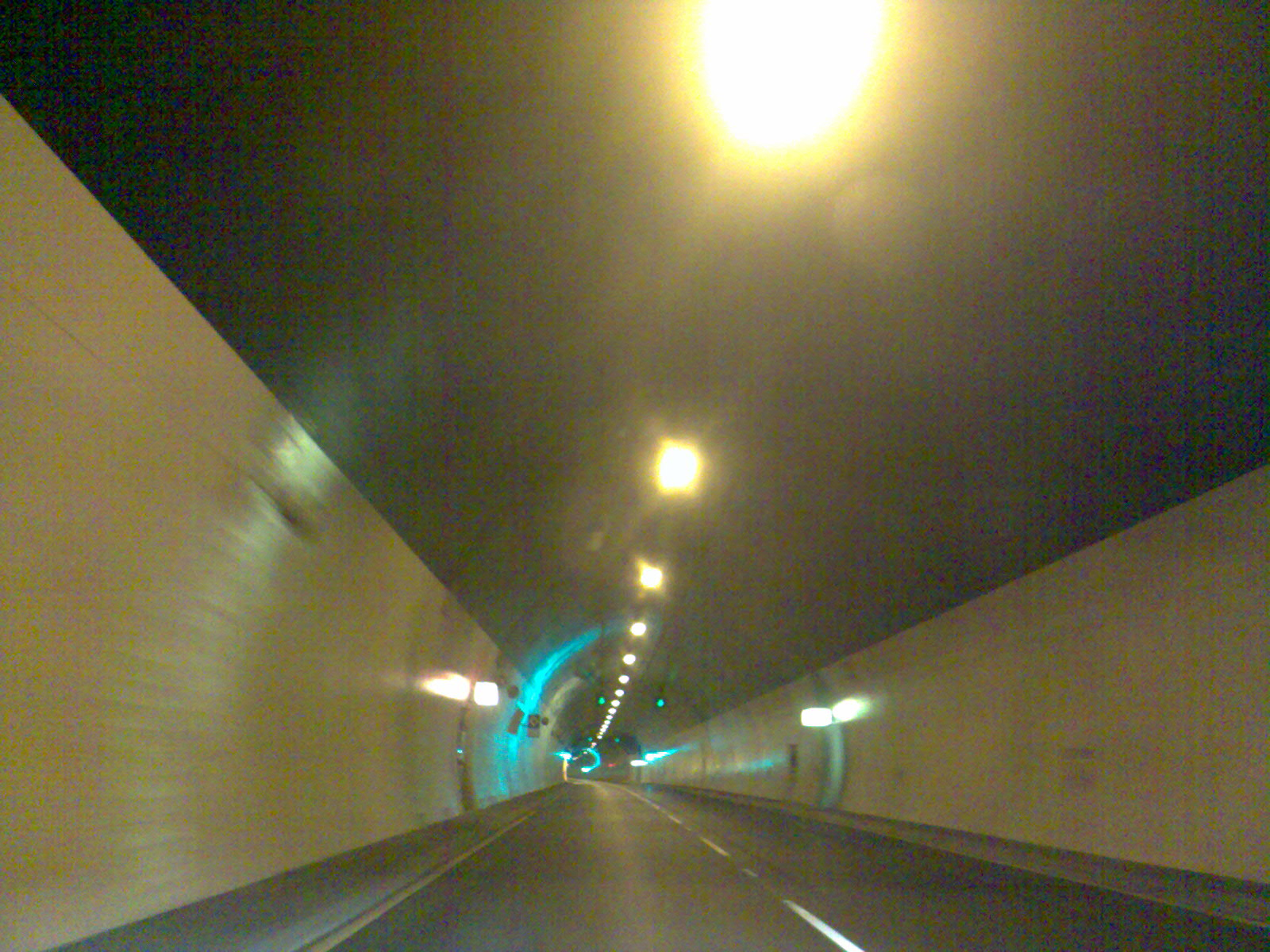
Wnętrze tunelu

- długość: 4,5 km - całkowita długość wraz z dojazdami 5,6 km
- tunele: 2
- szerokość tunelu: 2 × 11,77 m
- szerokość pasów (dwa w każdym tunelu): 3,65 m
- szerokość poboczy (dwa w każdym tunelu): 1 m
- wysokość tunelu: 4,9 m
- dopuszczalna wysokość pojazdów: 4,65 m
- najgłębszy punkt konstrukcji: -30 m pod w Marino

Tunel jest drugim pod względem długości miejskim tunelem autostradowym w Europie, zaraz po Södra länken w Sztokholmie w Szwecji. Jednakże, kiedy włączyć w zestawienie także tunele drogowe usytuowane poza miastem, Dublin Port Tunnel byłby krótszy niż inne europejskie tunele, takie jak Tunel Lærdal w Norwegii (24,5 km), Tunel drogowy Świętego Gotarda w Szwajcarii (17 km), Tunel Mont Blanc we Francji (11,6 km) i Tunel Westerschelde w Holandii (6,6 km).

## Wykonanie tunelu
Tunel został zbudowany w pięciu odmiennych sekcjach: dwie sekcje metodą odkrywkową, dwie metodą wiercenia tarczą, (z czego jedna przez glinę i jedna przez twardy wapień) oraz jedna sekcja specjalną metodą przeciskania pod trasą kolejową Dublin - Belfast.

### Metoda odkrywkowa
Metoda odkrywkowa została wykorzystana przy wylotowych sekcjach tunelu. Głębokość wykopów dochodziła do 12 m do którego spuszczano sekcje elementów żelbetowych w kształcie podkowy. Południowa sekcja, w Fairview, jest długa na 500 m. Część północna, która przecięła kanał z Church Whitehall do Shantalla rozciąga się przez 1500 m. Praca ta została wykonana przez Mowlem i częściowo przez konsorcjum Irishenco.

### Tunel wiercony
Obie sekcje wiercone zostały zainicjowane z wykopu o głębokości 33 m i średnicy 57 m, który został wykonany w pobliżu Avenue Collins przez Mowlem wraz z francuską firmą Intrafor. Z tego miejsca tarcza wiertnicza (TBM), obsługiwana przez firmę Nishimatsu, została wysłana na północ przez otwartą glinę, a druga na południe przez twardy wapień. Zgodnie z tradycją, obie maszyny otrzymały kobiece imiona – Meghan dla 650 m gliny i Grainne dla 2 600 m wapienia.
TBM-1 "Grainne” zmierzała na południe, przechodząc pod Griffith Avenue, Marino i Fairview. Po dotarciu na miejsce została rozebrana, odwrócona i następnie rozpoczęła pracę w drugim tunel dla przeciwnego pasma drogi kierując się z powrotem na miejsce startu. Maszyna, zaprojektowana przez niemiecką firmę Herrenknecht, była długa na 156 m i miała średnicę 12 m, a została dostarczona do portu w Dublinie w 105 częściach na pokładzie trzech statków. Samo rozładowanie statków zajęło jeden tydzień. W czasie pracy tarcze wydobyły 500 000 m³ gruntu.
Podobny proces odbył się na północy w stosunku do długiej na 60 m TBM-2 "Meghan" wiercącej z Avenue Collins do Church Whitehall, tworząc najpierw południowe pasmo drogi.
Tarcze powróciły do miejsca rozpoczęcia pracy odpowiednio 18 listopada 2003 dla gliny oraz 18 sierpnia 2004 dla skały. Większa część tunelu usytuowana jest na głębokości 21–23 m pod powierzchnią, ale najniższy poziom znajduje się w rejonie Marino, w miejscu gdzie usytuowany jest także system odwodnienia tunelu.

### Metoda przeciskania
Szczególne wyzwanie zostało postawione budowniczym w pobliżu południowego wylotu z tunelu, gdzie tunel przechodzi pod linią kolejową Dublin - Belfast oraz pod trasą linii podmiejskiej. Kolej została zbudowana na wysokim nasypie przy wykorzystaniu miękkich materiałów spoczywających na osadowych depozytach piasku i mułu. Ponieważ kolej musiała pozostać w użyciu przez cały czas budowy, metoda odkrywkowa nie mogła zostać wykorzystana. Nishimatsu zbudował konstrukcję metodą przecisku która miała służyć podparciu nasypu kolejowego 3,5 m pod powierzchnią. Następnie tunel został zbudowany pod wsparciem poprzez opuszczenie elementów żelbetowych w kształcie podkowy, a które zostały następnie wypełnione.
Wykonanie tego 60 m odcinka zajęło aż 24 miesiące i spowodowało konieczność podniesienia przylegającej ulicy o 1,5 m. W trakcie konstrukcji doszło także do jednego incydentu opadania nasypu, co spowodowało konieczność zamknięcia trasy kolejowej na trzy godziny. Zgodnie z umową, wykonawca zapłacił za to karę w wysokości 300 000 euro czyli 100 000 euro na godzinę.

### Inne prace
W trakcie prac zostały zbudowane nowe wejście i wyjście do portu morskiego w Dublinie, nowy most przez rzekę Tolka, który łączy punkt poboru opłat z wjazdem do tunelu. Nowe skrzyżowanie i przejście podziemne ułatwia ruch z East Wall Road do tunelu.

## Operator tunelu
W wyniku przetargu z 2005, NRA wybrała International Transroute, część Egis Groupe z Francji, aby obsługiwała tunel w ciągu pięciu lat wraz z opcjonalnym przedłużeniem po dwóch latach. Kontrakt zobowiązuje firmę do utrzymania, konserwacji, zapewnienia bezpieczeństwa, zarządzania ruchem oraz poboru opłat. Nowo powstałe przedsiębiorstwo zależne, Ltd Ireland Operations Tunnel Transroute, zostało ustanowione właśnie do tego celu. Firma zatrudnia około 50 do 60 ludzi. Kontrakt jest warty 15 milionów euro w ciągu pięciu lat.

## Opłaty
Punkt poboru opłat zlokalizowany jest na kierunku południowego wjazdu do tunelu. Opłaty pobierane są od samochodów i lekkich samochodów dostawczych, płaconych w gotówce albo elektronicznie. Samochody ciężarowe i autobusy używają trasy bezpłatnie. Opłata wynosi 12 euro (w godzinach szczytu) i 6 euro (poza szczytem). Szczyt jest zdefiniowany jako rano od 6 do 10 dla kierujących się na południe i 16 do 19 po południu zmierzających na północ, oprócz sobót, niedziel i państwowych świąt. Jest także zredukowana opłata w czasie nocy (22-6), soboty, niedziele i święta państwowe w wysokości 3 euro. Zebrane opłaty są przekazywane do Departamentu Transport.

## Nagroda Flamanda BGA
Projekt został współzwycięzcą, w grudniu 2003, międzynarodowej nagrody Flamanda przyznanwanej przez brytyjskie Association Geotechnical. Nagroda została przyznana ze względu na doskonałości w projektowaniu geotechnicznym oraz w projekcie konstrukcji. Drugim zwycięzcą został projekt renowacji zniszczeń w rejonie World Trade Centre.

## Bezpieczeństwo
W tunelu znajduje się 15 punktów dla pieszych (PCPs) które są umieszczone co 250 m z boku wraz telefonem ratunkowym i niszami walki z ogniem. Dodatkowe nisze znajdują się co 125 m. Są także cztery łączenia pomiędzy tunelami co 1 km, zawierające przedziały obejmujące zatokę parkingową plus miejsce na nagłe wypadki i obszary naprawy.
Telefony GSM oraz radio FM mają zasięg w tunelu ze względu na dodatkowe nadajniki zainstalowane wewnątrz, udogodnienia konieczne w przypadku nagłego wypadku.
Wewnątrz znajduje się 420 aparatów fotograficznych, które są przymocowane do system zarządzania pojazdu (VMS). Maksymalne ograniczenie szybkości 80 km/h oraz zakaz poruszania się ciężarówek i autobusów po zewnętrznym pasie ma wzmóc bezpieczeństwo w tunelu.
Pojazdy o wysokości przekraczającej dozwolone wymiary są dostrzegane, aż z 3 km od wjazdu do tunelu i uruchamiane jest automatyczne ostrzeżenie aby zatrzymać pojazd. Jeśli to konieczne, bariery mogą zostać obniżone, by ochronić portale wjazdowe.